# Przeplot

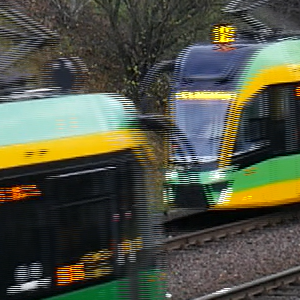
Klatka z wideo z przeplotem, która zawiera dwa półobrazy

Przeplot (ang. interlacing) – technika pozwalająca na podwojenie liczby klatek na sekundę, nie wymagająca większej szerokości pasma. Jedna klatka wideo z przeplotem zawiera dwa półobrazy. Półobrazy są przeplatane co linię wideo (jeden znajduje się w liniach nieparzystych a drugi parzystych). Przeplot stosuje się w telewizji z powodu za małej szerokości pasma na wysłanie pełnych 50 klatek na sekundę, które są potrzebne do zniwelowania migotania w telewizorach kineskopowych, które muszą odświeżać obraz z tą samą częstotliwością co częstotliwość prądu (w Europie jest to 50Hz). 

## Wyświetlanie obrazu z przeplotem
W telewizorach kineskopowych działo elektronowe rysuje obraz z tą samą częstotliwością co prąd sieci zasilania (w Europie 50 razy na sekundę) raz wykorzystując nieparzyste linie obrazu a następnie parzyste dla każdej pełnej klatki. Przez to, że półobrazy znajdują się na tych parzystych i nieparzystych liniach obrazu, działo elektronowe za każdym razem rysuje inny półobraz.
W telewizorach płaskich (LCD, Plazma, LED, OLED, AMOLED) wyświetlanie obrazu co drugą linię jest niemożliwe. Telewizory te muszą wyświetlać wszystkie piksele na raz. Z tego powodu w telewizorach takich stosuje się algorytmy usuwania przeplotu, które wypełniają brakujące linie obrazu (np. duplikując je) dla każdego półobrazu, wypełniając cały ekran.

## Wady przeplotu
Największą wadą przeplotu jest to, że podwojenie liczby klatek na sekundę osiągane jest kosztem rozdzielczości wertykalnej obrazu. W sygnale HD 1080i każdy wyświetlany półobraz ma tylko 540 linii, czyli o połowę mniej niż w sygnale używającym progresywnego skanu.

## Telewizja
Przeplot stosują wszystkie tradycyjne standardy nadawania obrazu telewizyjnego (zwyczajowo, w uproszczeniu określane jako PAL, SECAM, NTSC, choć w rzeczywistości sytuacja jest bardziej złożona) oraz jest używany w niektórych trybach graficznych w niektórych monitorach. Stosowanie przeplotu zostało zapoczątkowane w latach 20. XX wieku, kiedy to pojawiły się pierwsze odbiorniki telewizyjne. Ówczesna technika wymusiła wprowadzanie przeplotu, gdyż wyświetlanie obrazu z częstotliwością stosowaną w kinach (24 obrazy na sekundę) wywoływało duże migotanie. W celu zmniejszenia wrażenia migotania oraz uproszczenia elementów synchronizacji postanowiono nadawać obraz z częstotliwością napięcia w sieci energetycznej (w Europie 50 Hz). W tamtych czasach potrafiono już analizować dokładnie obraz, lecz nadawanie dużej liczby linii powodowało zwiększenie częstotliwości odchylania poziomego oraz pasma sygnału obrazu. Aby temu zaradzić, uznano, że zamiast wyświetlać całą ramkę, w tym samym czasie można wyświetlić dwa półobrazy.
W rzeczywistości półobrazy nie są tworzone w tym samym czasie; są one skanowane jeden po drugim. Powoduje to wiele komplikacji, zwłaszcza przy konwersji do sygnału bez przeplotu, gdyż po złożeniu widać efekt przesunięcia względem siebie linii parzystych i nieparzystych. Jest to szczególnie widoczne w szybkozmiennych scenach. W systemach stosowanych w Europie półobrazy najczęściej pojawiają się z częstotliwością 50 Hz, natomiast w systemach stosowanych na kontynencie amerykańskim na ogół jest to 59,94 Hz. Pojęcia PAL, SECAM i NTSC odnoszą się do techniki kodowania koloru w obrazie monochromatycznym i nie są bezpośrednio związane z częstotliwością odświeżania. 
Przeplotu nie wyeliminowano, opracowując standard nadawania obrazu kolorowego, ponieważ stosowano zasadę, zgodnie z którą każda nowa technologia nie może ograniczać odbioru na odbiornikach wcześniej dostępnych na rynku. Reguła ta jest jednym z głównych hamulców rozwoju nowych technologii, jednak nie będzie zachowana, gdy w nadajnikach naziemnych technika analogowa kodowania sygnałów zostanie zastąpiona techniką cyfrową. 
Ze względu na coraz większe i jaśniej świecące kineskopy problem migotania powrócił; rozwiązano go poprzez zwiększenie częstotliwości wyświetlania do 100 Hz. W tych telewizorach odbierany sygnał obrazu jest zapamiętywany i wyświetlany z dwukrotnie większą częstotliwością i każdy dwa razy.

## Grafika komputerowa
Rozwój sieci rozległych i integracja komputerów z wyświetlaczami graficznymi spowodowały powstanie standardów zapisu obrazu komputerowego, wykorzystujących przeplot. Dzięki przeplotowi, odbiorca pliku graficznego jest w stanie, posiadając tylko początkowy fragment pliku, wyświetlić cały obraz z obniżoną jakością i podjąć decyzję czy chce ponosić koszt transmisji pozostałej części pliku. 

## Elektronika
Kablem z przeplotem nazywany jest kabel, w którym co najmniej 2 żyły w kablu łączą ze sobą piny wtyczek o różnych numerach.